# Murvièlh
Murvièlh (en francès Murviel-lès-Béziers) és un municipi occità del Llenguadoc, en el departament de l'Erau a la regió Occitània.

## Demografia

Població 1962-2008